# Citrus latipes
Citrus latipes là một loài thực vật có hoa trong họ Cửu lý hương. Loài này được (Swingle) Yu.Tanaka mô tả khoa học đầu tiên năm 1929.